# Epidius (Toreut)
Epidius war ein antiker römischer Toreut (Metallbildner), der im ersten Drittel des 1. Jahrhunderts in Norditalien tätig war.
Epidius ist heute nur noch aufgrund eines Signaturstempels auf dem Griff einer Bronzekelle bekannt. Diese wurde 1842 gemeinsam mit einem weiteren Grifffragment einer Bronzekasserolle mit dem Signaturstempel von Tiberius Robilius Sitius in einem Körpergrab bei Hagenow in Mecklenburg-Vorpommern gefunden. Heute befindet sich das Stück im Archäologischen Landesmuseum Mecklenburg-Vorpommern in Schwerin. Die Signatur lautet lateinisch EPIDIA. Allerdings ist es möglich, dass der erste Buchstabe des Namens fehlt. Möglicherweise ist er mit Marcus Epidius Euaristus (M[arci] Epidi Evaristi) verwandt oder identisch. Auch eine Verbindung zu Urbanus Epidius ist möglich.

## Einzelbelege
1. ↑  Inventarnummer 814; Richard Petrovszky: Studien zu römischen Bronzegefäßen mit Meisterstempeln. Leidorf, Buch am Erlbach 1993, S. 259, Nr. E.02.01; CIL 13, 10036,70.
2. ↑  Reinhard Stupperich: Ein Aureus des Augustus aus Haltern - PDF. Abgerufen am 23. Dezember 2024.

| Personendaten    | Personendaten                              |
| ---------------- | ------------------------------------------ |
| NAME             | Epidius                                    |
| KURZBESCHREIBUNG | antiker römischer Toreut                   |
| GEBURTSDATUM     | 1. Jahrhundert v. Chr. oder 1. Jahrhundert |
| STERBEDATUM      | 1. Jahrhundert oder 2. Jahrhundert         |